# Jacques Meugnier
Jacques Meugnier, né en 1951 à Paris, est un peintre impressionniste français.

## Biographie
Originaire de Paris, où il est né le 31 décembre 1951, Jacques Meugnier appartient au mouvement impressionniste,,. Il peint notamment des scènes avec personnages, des scènes de genre, paysages.